# Mutinerie des troupes grecques d'avril 1944
La mutinerie des troupes grecques d'avril 1944 est un soulèvement des forces grecques libres positionnées en Égypte contre le gouvernement grec en exil durant la Seconde Guerre mondiale. Il s'est déroulé entre le 31 mars 1944 et le 24 avril 1944 et a fini par être maté. Il a néanmoins causé la chute du gouvernement Emmanouil Tsouderos et a conduit à la mise en place de la conférence du Liban en mai suivant.